# Keilschneiden
Als Keilschneiden bezeichnet man in der Fertigungstechnik das Zerteilen (Auseinanderdrücken) eines Werkstoffes durch eine oder zwei keilförmige Schneiden. Dieses Verfahren ist in der DIN 8588 genormt.

## Mögliche Typen

### Keilschneide auf Amboss

Prinzip des Messerschneidens anhand zweier unterschiedlich geformter Schneiden

Bei der Variante des Messerschneidens liegt der Werkstoff auf einer entsprechend harten Unterlage auf und wird durch Zubewegen einer einzelnen keilförmigen Schneide auseinandergedrückt.
Ein Anwendungsbeispiel ist das Durchschneiden von Selbstklebeetiketten auf ihrem Trägerpapier, das möglichst wenig verletzt werden soll; Ziel ist es, das spätere Abheben der Etiketten am Rand vom weggewölbten, typisch in der Fläche überstehenden Träger zu erleichtern. Ein Keksausstecher trennt ein Stück aus einer dünnen Lage weichen Teigs heraus. Mit Lochzange oder Locheisen werden typisch Löcher in dünne, weiche Materialien, etwa einen Ledergürtel oder eine Lkw-Plane gestanzt.

### Keilschneide auf Keilschneide

Prinzip des Beißschneidens

Beim Beißschneiden hingegen befindet sich das Werkstück zwischen zwei gegenüberliegenden keilförmigen Schneiden, die aufeinander zubewegt werden und dabei den Werkstoff auseinanderdrücken.
Werkzeuge, bei denen dieses Prinzip zur Anwendung kommt sind Seitenschneider, Monierzange, der Nagelknipser, Hebelvornschneider und der Bolzenschneider.